# Hitzebelastung als Klimafolge in Deutschland
Bei der Betrachtung von Klimafolgen und Klimaanpassung fällt häufig der Begriff Hitzebelastung. Er beschreibt die Bedrohung der menschlichen Gesundheit durch hohe Umgebungstemperaturen.

## Auswirkung von Hitze auf die Gesundheit
Die Wirkung der Hitzebelastung für den menschlichen Körper ist bekannt. Durch Flüssigkeitsmangel kommt es zu einer Verschlechterung der Fließeigenschaft des Blutes und zu Störungen des Mineralstoffhaushalts. Um die Körpertemperatur konstant zu halten, wird der Kreislauf erhöhtem Stress ausgesetzt. Hitzebedingte Todesursachen sind Herz-Kreislauf-Erkrankungen, Nierenversagen, Atemwegserkrankungen und Stoffwechselstörungen.
Es ist davon auszugehen, dass bei einem Anstieg der Jahresdurchschnittstemperatur von 1 °Celsius die hitzebedingte Sterblichkeit um 1–6 % zunimmt. Dies entspricht 5000 zusätzlichen Sterbefällen pro Grad Celsius Temperaturanstieg in Deutschland durch Hitze. Die Hitzewelle in Europa 2003 forderte 70.000 zusätzliche Todesfälle, allein in Deutschland waren es 7000. Damals war man kaum auf das Problem vorbereitet. Zwanzig Jahre später, 2023, waren es wieder über 47000 Menschen, die in Europa zusätzlich infolge der Einwirkung von Hitze starben. Die inzwischen eingeführten Hitzeschutzmaßnahmen haben Schlimmeres verhindert. Ohne sie hätte die Zahl bis zu 80 Prozent höher ausfallen können. Immerhin scheinen sich die Menschen nicht nur organisatorisch, sondern auch biologisch an die höheren Temperaturen anzupassen. So wurde festgestellt, dass die Temperatur, die mit der geringsten Sterblichkeit verbunden ist über die letzten Jahrzehnte angestiegen ist. Die Menschen können also inzwischen Hitze auch besser aushalten.

## Definition Hitze im gesundheitlichen Zusammenhang
Für die Beurteilung der gesundheitlichen Belastungen durch Hitze werden die klimatologischen Kenngrößen heißer Tag und Tropennacht des Deutschen Wetterdienstes (DWD) verwendet.
Demnach ist ein heißer Tag durch Erreichen oder Überschreiten der Temperatur von 30° Celsius beschrieben. In einer Tropennacht wird die Temperatur von 20° Celsius nicht unterschritten.
Der DWD definiert den Begriff Hitzewelle als mehrtägiges Extremwetterereignis mit ungewöhnlicher thermischer Belastung. Hitzewellen können die menschliche Gesundheit, die Ökosysteme und die Infrastruktur schädigen.
Besondere Bedeutung kommt Hitzeperioden zu, in denen heiße Tage im Zusammenhang mit Tropennächten über einen längeren Zeitraum auftreten. Im Hitzesommer 2003 wurden in Frankfurt am Main 6 mehrtägige Phasen beobachtet, bei denen an mindestens 3 heißen Tagen Tropennächte folgten.

## Regionale Verteilung der Hitzebelastung
Je nach Wetterlage und klimatischen Verhältnissen sind nicht alle Regionen Deutschlands in gleichem Maße betroffen. 2003 und 2015 kamen heiße Tage wesentlich häufiger in Süddeutschland vor als in Norddeutschland. Im gleichen Zeitraum waren Tropennächte im Süden und Westen häufiger. Von der Hitze der Sommer 2018 und 2019 waren jedoch nicht nur die Menschen in Süd- und Westdeutschland betroffen, sondern auch in weiten Teilen Mittel- und Ostdeutschlands.
Im Auftrag der AOK wurde vom Mercator Research Institute on Global Commons and Climate Change zur Häufigkeit von hitzebedingten Krankenhauseinweisungen bei über 65-jährigen AOK-Versicherten geforscht. Untersucht wurde der Zeitraum 2008 – 2018. Es stellte sich heraus, dass in Berlin mit Abstand die meisten Fälle zu verzeichnen waren, gefolgt von Sachsen-Anhalt und Brandenburg. Deutschlandweit kamen an einem Tag mit Durchschnittstemperaturen > 30 °C durchschnittlich 40 Personen wegen hitzebedingter Beschwerden ins Krankenhaus.
Innenstädte wirken als Wärmeinseln. Innerhalb dichter Bebauungsstrukturen treten Tropennächte bis zu dreimal häufiger auf als in Freiflächen. Die Innenstadt speichert die Wärmestrahlung am Tag und gibt sie nachts wieder ab. Die innerstädtische Minimaltemperatur kann um bis zu 10° über der des Stadtrandes liegen.

## Anpassung an zunehmende Hitzebelastung

### Deutsche Anpassungsstrategie an den Klimawandel
Zur Orientierung der Akteure und um Rahmenbedingungen für die Beteiligten zu schaffen, beschloss das Bundeskabinett am 17. Dezember 2008 die Deutsche Anpassungsstrategie an den Klimawandel. Sie soll einen mittelfristigen Prozess anstoßen, in dem die Bundesländer und andere gesellschaftliche Gruppen die Problemfelder ermitteln und Handlungsbedarfe benennen, sodass Anpassungsmaßnahmen entwickelt werden können.
Die Sommer 2003, 2018 und 2019 waren die wärmsten seit Beginn der Wetteraufzeichnung. Gesundheitspräventive, planerische und bautechnische Maßnahmen sind notwendig, um vor allem die Hitzebelastung der Menschen in den Städten zu mindern. Dies ist die Einschätzung des Zweiten Fortschrittsberichts zur Deutschen Anpassungsstrategie an den Klimawandel.
Da es bislang in Deutschland keine harmonisierten Handlungsempfehlungen gab, trat 2017 auf Veranlassung des Bundesministeriums für Umwelt, Naturschutz, Bau und Reaktorsicherheit eine Autorengruppe zusammen, um solche Empfehlungen zu entwickeln:
Die Bund/Länder Ad-hoc Arbeitsgruppe Gesundheitliche Anpassung an die Folgen des Klimawandels (GAK).
Im März 2017 wurden dann die
Handlungsempfehlungen für die Erstellung von Hitzeaktionsplänen zum Schutz der menschlichen Gesundheit
beschlossen.
Sie gliedern sich in acht Kernelemente
I Einrichtung zentraler Koordinierungsstellen auf Länderebene – analog dem Krisenmanagement im Katastrophenfall
II Nutzung des Hitzewarnsystems – dieses wird vom DWD betrieben
III Information und Kommunikation – hitzebezogene Informationen für die Bevölkerung
IV Reduzierung von Hitze in Innenräumen – bei Nutzung, baulicher Anpassung oder Planung
V Besondere Beachtung von Risikogruppen – Menschen mit hitzebezogenen Risikofaktoren
VI Vorbereitung der Gesundheits– und Sozialsysteme – Maßnahmepläne für Kranken– und Pflegeeinrichtungen, Schulen, Kindertagesstätten
VII Stadtplanung und Bauwesen – hitzeisolierendes Bauen, öffentliche Gebäude als Cooling–Center, Grünanlagen, Verschattungen
VIII Monitoring und Evaluierung
Die Auswirkung von Hitze auf die Sterblichkeitsrate ist in den letzten Jahrzehnten geringer geworden. Dies ist vor allem auf Hitzewarnungen und Vorsorgemaßnahmen insbesondere bei der Pflege älterer Menschen zurückzuführen. Auch in Frankreich und der Schweiz sind die Auswirkungen von Hitze auf das Sterberisiko zurückgegangen. Dies wird auf die Einführung von Hitzewarnsystemen und Hitzeaktionsplänen zurückgeführt. Im Juni 2023 kündigte Bundesgesundheitsminister Lauterbach an, für die kommenden Sommer solle nun auch in Deutschland ein Hitzeschutzplan Anwendung finden. Mithilfe eines präventiven Konzepts sollen die hitzebedingte Gesundheitsbelastung als auch die Zahl hitzebedingter Tode verringert werden – unter anderem mit kostenlos verfügbarem Trinkwasser sowie Zugang zu Schutzräumen. Am 28. Juli 2023 legte Lauterbach einen ersten, konkreten Nationalen Hitzeschutzplan des Bundesgesundheitsministeriums für den Sommer 2023 vor. Er beinhaltete vor allem Kommunikations- und Sensibilisierungsmaßnahmen und -initiativen. Das Bundes-Klimaanpassungsgesetz (KAnG) von 2023 fordert im §12 die Entwicklung von Klimaanpassungskonzepten durch die Länder mit besonderer Berücksichtigung der Vorsorge in extremen Hitzelagen. Sie regeln die Entwicklung von Hitzeaktionsplänen in Kreisen und Gemeinden.

### Hitzebelastung am Arbeitsplatz
Unter dem Eindruck der zunehmenden Hitzebelastung wurde im März 2022 die Arbeitsstättenregel ASR A3.5 Raumtemperatur entsprechend angepasst. In ihr werden technische Maßnahmen vorgeschrieben, die bei erhöhten Raumtemperaturen anzuwenden sind und Personengruppen definiert, die bei erhöhten Raumtemperaturen nicht arbeiten dürfen.
In vielen beruflichen Bereichen ist das Tragen von Schutzbekleidung während der Arbeit unumgänglich. Diese behindert oft die Anpassung an erhöhte Lufttemperaturen durch ihre isolierende Wirkung und die Einschränkung der Schweißverdunstung.

### Stationäre Behandlungseinrichtungen, Pflegeheime, Krankenhäuser
Das Klinikum der Universität München hat gemeinsam mit den führenden Münchner Pflegeeinrichtungen den Hitzemaßnahmenplan für stationäre Einrichtungen der Altenpflege – Empfehlungen aus der Praxis für die Praxis entwickelt.
Er soll Betreiber und Beschäftigte von stationären Einrichtungen über die gesundheitlichen Folgen von Hitzebelastungen informieren und über die möglichen Maßnahmen um diese abzuwenden.
Die Geschäftsstelle Qualitätsausschuss Pflege stellt eine Bundeseinheitliche Empfehlung zum Umgang mit Hitzeepisoden für Pflegeeinrichtungen zum Download bereit.
Besonders problematisch in diesem Zusammenhang ist, dass Krankenhäuser für die Kühlung in der Regel sehr viel Energie verbrauchen und damit die Klimaerwärmung weiter beschleunigen. Auf Befragung des Deutschen Krankenhausinstituts 2022 gaben 90 % der Krankenhäuser an, Kälte mit Kompressionskältemaschinen zu erzeugen. Dafür werden im Schnitt 14 % des gesamten Strombezugs eines Krankenhauses verwendet. Bei 80 % der Krankenhäuser werden Maßnahmen zur Verschattung eingesetzt, 47 % haben eine Dach- oder Fassadenbegrünung eingerichtet. Bei 59 % der befragten Einrichtungen spielt die Anpassung an Klimafolgen eine wichtige Rolle. Jedoch verfügen nur 17 % über konkrete Notfallpläne zur Vermeidung von Hitzebelastungen.

### Physiologie und Pathophysiologie der Hitzebelastung
Siehe auch: Kühlgrenztemperatur#Belastungsgrenze des menschlichen Körpers, WBGT-Index (WBGT)
Der menschliche Körper ist in weiten Bereichen in der Lage, sich an veränderte Klimabedingungen anzupassen. Beim Wechsel zu höheren Lufttemperaturen erhöht sich die Schweißproduktion, Körperkerntemperatur und Herzfrequenz können niedrig gehalten werden. Für solche Akklimatisationsprozesse braucht der Organismus Zeit: Etwa 7–10 Tage dauert es, bis sich die Regelkreise neu eingestellt haben. Diese Zeit fehlt, wenn in Zonen des gemäßigten Klimas plötzliche Hitzeperioden auftreten. Hitzetoleranz ist bei den Menschen unterschiedlich ausgeprägt. Kinder und alte Menschen vertragen Hitze schlechter als junge Erwachsene, Frauen schlechter als Männer, Übergewichtige schlechter als Normalgewichtige. Innerhalb dieser Gruppen variiert die Verträglichkeit gegenüber Hitze wiederum stark. Akute und chronische Erkrankungen, Flüssigkeitsmangel, Elektrolytstörungen und Medikamenteneinnahme können die Belastbarkeit erheblich reduzieren.
Hitzebedingte Gesundheitsstörungen
| Erkrankung       | Symptome                                    | Therapie                                                |
| ---------------- | ------------------------------------------- | ------------------------------------------------------- |
| Hitzeausschlag   | rote, juckende Knötchen auf der Haut        | Schwitzen vermeiden, ggf. Zinkschüttelmixtur            |
| Hitzeödeme       | Schwellungen an Knöcheln und Unterschenkeln | Beine kühlen und hochlagern                             |
| Hitzeohnmacht    | kurzer Bewusstseinsverlust                  | stabile Seitenlage an kühlem Ort, ggf. Infusion         |
| Hitzekrämpfe     | Muskelkrämpfe nach Anstrengung              | Dehnung, Elektrolyte oral, ggf. als Infusion, kühlen    |
| Hitzeerschöpfung | Schwindel, Kopfschmerz, Körpertemp. ≤ 40°   | Ruhe an kühlem Ort, Elektrolyte oral, ggf. als Infusion |
| Hitzschlag       | Körpertemp. ≥ 40°, Koma, Erbrechen          | Notruf, Reanimation, stationäre Behandlung              |

Menschen, die Medikamenten einnehmen müssen, sollten auf folgende Nebenwirkungen achten:
- ACE-Hemmer vermindern das Durstgefühl
- Opioide, Serotonin-Wiederaufnahmehemmer, Carbamazepin, Anticholinergika und Trizyklische Antidepressiva behindern die zentrale Temperaturregulation
- Anticholinergika, trizyklische Antidepressiva oder Antipsychotika vermindern die Schweißsekretion
- Sympathomimetika beeinflussen die Hautdurchblutung
- Die Wirkung von Sedativa beeinträchtigt die Wahrnehmung von Warnsignalen

Durch Hitze wird auch die Pharmakokinetik verändert, also die Art und Weise der Verteilung und Verarbeitung der Wirkstoffe im Körper. Hitze kann zu einer Steigerung der Hautdurchblutung führen. Das beeinflusst die Aufnahme, den Wirkstoffspiegel und die Wirkdauer von Medikamenten, die über die Haut aufgenommen werden. Das spielt bei Gelen, Cremes und Hautpflastern eine Rolle, ebenso wie bei Wirkstoffen, die unter die Haut gespritzt werden (Insulin) müssen. Bei Hitze ist die Durchblutung von Leber und Nieren bis zu einem Drittel verringert. Das kann einen erheblichen Einfluss auf die Verarbeitung und Ausscheidung von oral (über den Mund) eingenommenen Arzneimitteln haben.